# Новодевиченский район
Новодевиченский район — упразднённая административно-территориальная единица в составе Средневолжского и Куйбышевского краёв и Куйбышевской области, существовавшая в 1930—1960 годах. Административный центр — село Новодевичье.

## Население
По данным переписи 1939 года в Новодевиченском районе проживало 22 985 чел., в том числе русские — 88,7 %, чуваши — 9,4 %, мордва — 1,1 %. По данным переписи 1959 года в районе проживало 17 843 чел.

## История
Новодевиченский район был образован в 1930 году в составе Средневолжского (с 1935 — Куйбышевского) края из территории Тереньгульского, Шигонского и части Сенгилеевского районов. В состав района вошли сельсоветы: Актушинский, Байдулинский, Биринский, Гладчихинский, Горюшкинский, Елшанский, Епифановский, Камышинский, Кашаровский, Климовский, Кротковский, Кузькинский, Кяхтинский, Львовский, Мазинский, Молвинский, Михайловский, Муранский, Назайкинский, Новодевиченский, Ново-Тукшумский, Старо-Тукшумский, Суринский, Сытовский, Тайдаковский, Тереньгульский, Тумкинский, Усольский, Федькинский, Шигонский и Языковский.
В феврале 1935 года часть территории района была передана восстановленным Тереньгульскому и Шигонскому районам.
В декабре 1936 года Куйбышевский край был преобразован в Куйбышевскую область.
По данным 1945 года район включал 14 сельсоветов: Белоключенский, Биринский, Епифановский, Камышинский, Климовский, Кузькинский, Кяхтинский, Мазинский, Новодевиченский, Ново-Тукшумский, Платоновский, Подвальский, Старо-Тукшумский и Суринский.
В 1960 году Новодевиченский район был упразднён, а его территория передана в Шигонский и Сызранский районы.